# Forever My Love
"Forever My Love" é uma canção gravada como um dueto entre o cantor colombiano J Balvin e o músico inglês Ed Sheeran, que compuseram as suas letras juntamente com Michael Brun, Justin Quiles, e Kevyn Moreno. Foi lançada simultaneamente com "Sigue" a 25 de Março de 2022 como um single pela distribuidora fonográfica Universal Latin.

## Antecedentes e lançamento
Sheeran e Balvin esbararam um contra o outro em um ginásio na Cidade de Nova Iorque em 2021 e, após se apresentarem, sentaram em algum sítio para se conhecerem melhor. Naquele momento, o músico inglês se encontrava no meio de uma agenda de concertos natalinos mas arranjou um tempo para dirigir-se a um estúdio com Balvin comporem o que viria a se tornar em "Forever My Love" e "Sigue". Sheeran acrescentou que "foi um desafio adequado aprender espanhol para isto, e eu me diverti-me muito." Sobre colaborar com Sheeran, Balvin afirmou que "eu queria que ele viesse para o mundo do reggaeton, e ele me convidou para o mundo dele também" e "foi muito bom ouvi-lo em espanhol e esperamos que todos vocês amem as músicas tanto amamos fazê-las."

## Vídeo musical
O vídeo musical para "Forever My Love" estreou no canal de YouTube de Sheeran a 25 de Março de 2022, junto com o de "Sigue". Ele mostra os dois artistas a tocarem a música num estúdio com fundo preto e branco.

## Desempenho nas tabelas musicais
Tabelas semanais
| País — Tabela musical (2022)                   | Posição de pico |
| ---------------------------------------------- | --------------- |
| Estados Unidos — Latin Airplay (Billboard)     | 36              |
| Estados Unidos — Latin Pop Airplay (Billboard) | 8               |